# Phalops candezei
Phalops candezei là một loài bọ cánh cứng trong họ Bọ hung (Scarabaeidae).